# James Donahue
James Joseph « Jim » Donahue (né le 20 avril 1886 à Brooklyn et décédé le 15 mars 1966 à Glen Rock) est un athlète américain spécialiste du 110 m haies, du hauteur et des épreuves combinées. Affilié au Los Angeles Athletic Club, il mesurait 1,72 m pour 61 kg.

## Biographie
Originellement 3e du pentathlon et 5e du décathlon, il obtient une médaille d'argent au pentathlon et remonte à la 4e place au décathlon à la suite du déclassement de Jim Thorpe, lequel sera réhabilité en 1982 sans que cela change le résultat de Donahue.

### Palmarès
| Date | Compétition           | Lieu      | Résultat | Épreuve    | Performance   |
| ---- | --------------------- | --------- | -------- | ---------- | ------------- |
| 1912 | Jeux olympiques d'été | Stockholm | 2e       | Pentathlon | 24 pts        |
| 1912 | Jeux olympiques d'été | Stockholm | 4e       | Décathlon  | 7 083,450 pts |

### Records
| Épreuve          | Épreuve          | Performance   | Lieu        | Date            |
| ---------------- | ---------------- | ------------- | ----------- | --------------- |
| 110 mètres haies | 110 mètres haies | 14 s 5        | Los Angeles | 15 juillet 1909 |
| Saut en hauteur  | En plein air     | 1,83 m        |             | 1912            |
| Décathlon        | Table actuelle   | 5 701 pts     | Stockholm   | 15 juillet 1912 |
| Décathlon        | Table de 1912    | 7 083,450 pts | Stockholm   | 15 juillet 1912 |